# Occia (cràter)
Occia és un cràter amb coordenades planetocèntriques de -14.65 ° de latitud nord i 169.32 ° de longitud est, sobre la superfície de l'asteroide del cinturó principal (4) Vesta. Fa 7.34 km de diàmetre. El nom adoptat com a oficial per la UAI el 28 de febrer de 2012. fa referència a Òccia, una verge vestal romana.